# Ledesmodina megachroma
Ledesmodina megachroma es una especie de insecto coleóptero de la familia Chrysomelidae.
Fue descrita científicamente en 1976 por Bechyne & Springlova de Bechyne.